# Église Saint-Pierre de Warloy-Baillon
L'église Saint-Pierre de Warloy-Baillon est située au centre du village de Warloy-Baillon, dans le département de la Somme, au nord de Corbie.

## Historique
Rien n'est connu sur l'existence d'un édifice antérieur. L’église Saint-Pierre actuelle a été construite au XVIIIe siècle, après les invasions espagnoles du XVIIe siècle qui ravagèrent la Picardie à partir de 1636 jusqu'à la signature de la Paix des Pyrénées de 1659.

## Caractéristiques
L'église de Warloy a été construite selon un plan basilical traditionnel sans transept.

### Extérieur
Les murs de l'édifice, en grande partie en pierre calcaire, reposent sur une épaisse ceinture de grès d'environ un mètre de hauteur. Le chevet a été édifié en pierre dans sa partie inférieure et en brique dans sa partie extérieure. Les murs sont soutenus par des contreforts de pierre et de brique sur tout le pourtour.  
Une puissante tour-clocher en pierre, renforcée à chaque angle par un solide contrefort, donne accès à l'intérieur du sanctuaire par un unique portail. 

### Intérieur
L'église conserve :
- un groupe sculpté représentant une Vierge de pitié, en pierre du XVIe siècle, inscrit monument historique, au titre d'objet[1] ;
- un tableau (huile sur toile) du XVIIe siècle, représentant un évangéliste, inscrit monument historique, au titre d'objet[2] ;
- un maître-autel en bois peint du XVIIIe siècle, inscrit monument historique, au titre d'objet[3] ;
- une chaire à prêcher en bois bruni sculpté du XVIIIe siècle, inscrit monument historique, au titre d'objet[4] ;
- deux lustres du XIXe siècle, inscrits monuments historiques, au titre d'objet[5].